# Google的意識形態迴音室
Google的意識形態迴音室（英語：Google's Ideological Echo Chamber），也被稱爲Google備忘錄（Google memo），最初是Google的一個內部文件，由美國Google公司的工程师James Damore撰寫。Damore指出，Google阻止談論關於多樣性的話題， 以及Google使用了法律上有疑慮的政策以提高多樣性。Damore還提出，「男女興趣偏好和能力的分佈差異在一定程度上是由於生物學原因導致的，而這些差異可能解釋了爲什麼我們沒有看到女性在技術和領導職位上與男性相等的代表性」，並建議用替代方法來增加多樣性。Google首席执行官桑德尔·皮蔡回應说，這份備忘錄「加劇了有害的性别刻板印象」，並以違反員工守則爲由解僱了Damore。
媒體廣泛討論了該備忘錄以及Damore被Google開除的事件。

## 批評
針對James Damore被開除這件事，評論認爲缺乏對言論自由的保護製造了寒蟬效應。

## 外部鏈接
- 爲真相開除——James Damore官方网站
- 「Google的意識形態迴音室」作者授權的中文翻譯 （页面存档备份，存于）
- Google視頻——無意識偏見 （页面存档备份，存于）